# High As Hope Tour
High As Hope Tour fue una gira mundial de conciertos de la banda de indie-rock Florence and the Machine. Organizado en apoyo del álbum del grupo de 2018 High As Hope, la gira visitó estadios de 2018 a 2019. Comenzando en Canadá y terminado en Grecia.

## Setlist de conciertos
Esta lista de canciones es representativa del show del 22 de noviembre de 2018 en Londres. No representa todas las fechas del tour.
1. "June"
2. "Hunger"
3. "Between Two Lungs"
4. "Only if for a Night"
5. "Queen of Peace"
6. "South London Forever"
7. "Patricia"
8. "Dog Days Are Over"
9. "Ship to Wreck"
10. "The End of Love"
11. "Cosmic Love"
12. "Delilah"
13. "What Kind of Man"
14. "Grace"

Encore
1. "Big God"
2. "Shake It Out"

## Etapas de la gira
| Fecha                    | Ciudad            | País              | Estadio                         | Telonero/a                    |
| América del Norte        | América del Norte | América del Norte | América del Norte               | América del Norte             |
| ------------------------ | ----------------- | ----------------- | ------------------------------- | ----------------------------- |
| 5 de agosto de 2018      | Montreal          | Canadá            | Parc Jean-Drapeau               |                               |
| 9 de agosto de 2018      | Stateline         | Estados Unidos    | Lake Tahoe Outdoor Arena        | Wet                           |
| 11 de agosto de 2018     | San Francisco     | Estados Unidos    | Golden Gate Park                |                               |
| 8 de septiembre de 2018  | Vancouver         | Canadá            | Stanley Park                    |                               |
| 10 de septiembre de 2018 | Seattle           | Estados Unidos    | KeyArena                        | St. Vincent Lizzo             |
| 11 de septiembre de 2018 | Portland          | Estados Unidos    | Moda Center                     | St. Vincent Lizzo             |
| 14 de septiembre de 2018 | West Valley City  | Estados Unidos    | Maverik Center                  | St. Vincent Lizzo             |
| 15 de septiembre de 2018 | Denver            | Estados Unidos    | Overland Golf Course            |                               |
| 22 de septiembre de 2018 | Las Vegas         | Estados Unidos    | Downtown Las Vegas              |                               |
| 23 de septiembre de 2018 | San Diego         | Estados Unidos    | Viejas Arena                    | Kamasi Washington             |
| 25 de septiembre de 2018 | Los Ángeles       | Estados Unidos    | Hollywood Bowl                  | Kamasi Washington             |
| 26 de septiembre de 2018 | Los Ángeles       | Estados Unidos    | Hollywood Bowl                  | Kamasi Washington             |
| 29 de septiembre de 2018 | Irving            | Estados Unidos    | Toyota Music Factory            | Kamasi Washington             |
| 30 de septiembre de 2018 | The Woodlands     | Estados Unidos    | Cynthia Woods Mitchell Pavilion | Kamasi Washington             |
| 2 de octubre de 2018     | Nashville         | Estados Unidos    | Bridgestone Arena               | Billie Eilish                 |
| 3 de octubre de 2018     | Charlotte         | Estados Unidos    | Spectrum Center                 | Billie Eilish                 |
| 5 de octubre de 2018     | Washington, D.C.  | Estados Unidos    | The Anthem                      | Beth Ditto                    |
| 6 de octubre de 2018     | Washington, D.C.  | Estados Unidos    | The Anthem                      | Beth Ditto                    |
| 9 de octubre de 2018     | Brooklyn          | Estados Unidos    | Barclays Center                 | Grizzly Bear                  |
| 10 de octubre de 2018    | Brooklyn          | Estados Unidos    | Barclays Center                 | Grizzly Bear                  |
| 12 de octubre de 2018    | Boston            | Estados Unidos    | TD Garden                       | Grizzly Bear                  |
| 13 de octubre de 2018    | Uncasville        | Estados Unidos    | Mohegan Sun Arena               | Grizzly Bear                  |
| 14 de octubre de 2018    | Philadelphia      | Estados Unidos    | Wells Fargo Center              | Grizzly Bear                  |
| 16 de octubre de 2018    | Toronto           | Canadá            | Scotiabank Arena                | Grizzly Bear                  |
| 19 de octubre de 2018    | Chicago           | Estados Unidos    | United Center                   | Perfume Genius                |
| 20 de octubre de 2018    | Minneapolis       | Estados Unidos    | Target Center                   | Perfume Genius                |
| Europa                   |                   |                   |                                 |                               |
| 15 de noviembre de 2018  | Leeds             | Reino Unido       | First Direct Arena              | Nadie                         |
| 16 de noviembre de 2018  | Birmingham        | Reino Unido       | Genting Arena                   | Nadie                         |
| 17 de noviembre de 2018  | Glasgow           | Reino Unido       | The SSE Hydro                   | Nadie                         |
| 19 de noviembre de 2018  | Dublín            | Irlanda           | 3Arena                          | Nadie                         |
| 21 de noviembre de 2018  | Londres           | Reino Unido       | The O2 Arena                    | Nadie                         |
| 22 de noviembre de 2018  | Londres           | Reino Unido       | The O2 Arena                    | Nadie                         |
| 23 de noviembre de 2018  | Mánchester        | Reino Unido       | Manchester Arena                | Nadie                         |
| 25 de noviembre de 2018  | Brighton          | Reino Unido       | Brighton Centre                 | Nadie                         |
| 26 de noviembre de 2018  | Cardiff           | Reino Unido       | Motorpoint Arena Cardiff        | Nadie                         |
| Oceanía                  |                   |                   |                                 |                               |
| 12 de enero de 2019      | Perth             | Australia         | RAC Arena                       | Marlon Williams               |
| 16 de enero de 2019      | Adelaida          | Australia         | Botanic Park                    | Billie Eilish Marlon Williams |
| 18 de enero de 2019      | Melbourne         | Australia         | Sidney Myer Music Bowl          | Marlon Williams               |
| 19 de enero de 2019      | Geelong           | Australia         | Mt Duneed Estate                | Billie Eilish Marlon Williams |
| 22 de enero de 2019      | Brisbane          | Australia         | Riverstage                      | Marlon Williams               |
| 23 de enero de 2019      | Brisbane          | Australia         | Riverstage                      | Marlon Williams               |
| 26 de enero de 2019      | Sídney            | Australia         | The Domain                      | Jack River Marlon Williams    |
| 28 de enero de 2019      | Auckland          | Nueva Zelanda     | Albert Park                     |                               |
| 30 de enero de 2019      | Auckland          | Nueva Zelanda     | Spark Arena                     | Yellow Days                   |
| Europa                   |                   |                   |                                 |                               |
| 2 de marzo de 2019       | Múnich            | Alemania          | Olympiahalle                    | Young Fathers                 |
| 4 de marzo de 2019       | Zürich            | Suecia            | Hallenstadion                   | Young Fathers                 |
| 5 de marzo de 2019       | Cologne           | Alemania          | Lanxess Arena                   | Young Fathers                 |
| 7 de marzo de 2019       | Antwerp           | Bélgica           | Sportpaleis                     | Young Fathers                 |
| 9 de marzo de 2019       | Hamburg           | Alemania          | Barclaycard Arena               | Young Fathers                 |
| 11 de marzo de 2019      | Stockholm         | Suiza             | Ericsson Globe                  | Young Fathers                 |
| 12 de marzo de 2019      | Oslo              | Noruega           | Oslo Spektrum                   | Young Fathers                 |
| 14 de marzo de 2019      | Berlín            | Alemania          | Mercedes-Benz Arena             | Young Fathers                 |
| 15 de marzo de 2019      | Łódź              | Polonia           | Atlas Arena                     | Young Fathers                 |
| 17 de marzo de 2019      | Bologna           | Italia            | Unipol Arena                    | Young Fathers                 |
| 18 de marzo de 2019      | Turín             | Italia            | Pala Alpitour                   | Young Fathers                 |
| 20 de marzo de 2019      | Barcelona         | España            | Palau Sant Jordi                | Young Fathers                 |
| 21 de marzo de 2019      | Madrid            | España            | WiZink Center                   | Young Fathers                 |
| 24 de marzo de 2019      | París             | Francia           | AccorHotels Arena               | Young Fathers                 |
| 25 de marzo de 2019      | Róterdam          | Países Bajos      | Rotterdam Ahoy                  | Young Fathers                 |
| América de Norte         |                   |                   |                                 |                               |
| 10 de mayo de 2019       | Mayer             | Estados Unidos    | FORM Arcosanti                  |                               |
| 12 de mayo de 2019       | Santa Barbara     | Estados Unidos    | Santa Barbara Bowl              | Perfume Genius                |
| 13 de mayo de 2019       | Santa Barbara     | Estados Unidos    | Santa Barbara Bowl              | Perfume Genius                |
| 15 de mayo de 2019       | Concord           | Estados Unidos    | Concord Pavilion                | Christine and the Queens      |
| 17 de mayo de 2019       | Las Vegas         | Estados Unidos    | T-Mobile Arena                  | Christine and the Queens      |
| 20 de mayo de 2019       | Morrison          | Estados Unidos    | Red Rocks Amphitheatre          | Christine and the Queens      |
| 21 de mayo de 2019       | Morrison          | Estados Unidos    | Red Rocks Amphitheatre          | Christine and the Queens      |
| 23 de mayo de 2019       | Chicago           | Estados Unidos    | Huntington Bank Pavilion        | Blood Orange                  |
| 24 de mayo de 2019       | Clarkston         | Estados Unidos    | DTE Energy Music Theatre        | Blood Orange                  |
| 26 de mayo de 2019       | Toronto           | Canadá            | Budweiser Stage                 | Blood Orange                  |
| 28 de mayo de 2019       | Montreal          | Canadá            | Bell Centre                     | Blood Orange                  |
| 30 de mayo de 2019       | Mansfield         | Estados Unidos    | Xfinity Center                  | Blood Orange                  |
| 1 de junio de 2019       | New York City     | Estados Unidos    | Randalls Island                 |                               |
| 3 de junio de 2019       | Columbia          | Estados Unidos    | Merriweather Post Pavilion      | Blood Orange                  |
| 5 de junio de 2019       | Raleigh           | Estados Unidos    | Coastal Credit Union Music Park | Grace VanderWaal              |
| 6 de junio de 2019       | Alpharetta        | Estados Unidos    | Ameris Bank Amphitheatre        | Grace VanderWaal              |
| 8 de junio de 2019       | Orlando           | Estados Unidos    | Amway Center                    | Grace VanderWaal              |
| 9 de junio de 2019       | Miami             | Estados Unidos    | American Airlines Arena         | Grace VanderWaal              |
| 15 de junio de 2019      | Ciudad de México  | México            | Palacio de los Deportes         | Beth Ditto                    |
| 16 de junio de 2019      | Guadalajara       | México            | Auditorio Telmex                | Beth Ditto                    |
| 18 de junio de 2019      | Monterrey         | México            | Auditorio Citibanamex           | Beth Ditto                    |
| Europa                   |                   |                   |                                 |                               |
| 29 de junio de 2019      | Werchter          | Bélgica           | Werchter Festivalpark           |                               |
| 30 de junio de 2019      | St. Gallen        | Suecia            | Sittertobel                     |                               |
| 13 de julio de 2019      | Londres           | Reino Unido       | Hyde Park                       | The National                  |
| 17 de julio de 2019      | Ostrava           | República Checa   | Dolní oblast Vítkovice          |                               |
| 19 de julio de 2019      | Cluj-Napoca       | Rumania           | Bonțida Bánffy Castle           |                               |
| 7 de agosto de 2019      | Edinburgh         | Escocia           | Princes Street Gardens          | Nadie                         |
| 8 de agosto de 2019      | Edinburgh         | Escocia           | Princes Street Gardens          | Nadie                         |
| 12 de agosto de 2019     | Budapest          | Hungría           | Óbudai-sziget                   | Catfish and the Bottlemen     |
| 30 de agosto de 2019     | Milán             | Italia            | Area Expo                       |                               |
| 1 de septiembre de 2019  | Stradbally        | Irlanda           | Stradbally Hall                 |                               |
| 19 de septiembre de 2019 | Atenas            | Grecia            | Herodion Theatre                |                               |
| 21 de septiembre de 2019 | Atenas            | Grecia            | Galatsi Olympic Hall            |                               |
| 22 de septiembre de 2019 | Atenas            | Grecia            | Herodion Theatre                |                               |

### Espectáculos cancelados
| 10 de agosto de 2019 | Newquay | Boardmasters Festival | Festival cancelado. |